# André Nouschi
Pour les articles homonymes, voir Nouschi.
André Nouschi, né à Constantine le 10 décembre 1922 et mort à Nice le 7 mars 2017, est un historien, spécialiste de l'Afrique du Nord et du Proche-Orient contemporains.
Pour Catherine Coquery-Vidrovitch, André Nouschi appartient à la première génération d'historiens « soucieux de relater un passé colonial en passe d'être révolu », parmi lesquels il représente un tenant de la gauche radicale et un « socialiste passionné »

## Biographie
Issu d'une famille juive d'Algérie, André Nouschi se voit retirer en 1940 la citoyenneté française par le gouvernement de Vichy. En juillet 1943, il s'engage dans la France libre. Après la guerre, il passe l'agrégation d'histoire et s'installe en France.
Il soutient en 1959 une thèse intitulée Enquête sur le niveau de vie des populations rurales constantinoises, de la conquête jusqu'en 1919, préparée sous la direction de Charles-André Julien. Publiée aux PUF en 1961), elle sera saluée par Ahmed Taoufik El Madani comme « la goutte d’eau qui s'offre au voyageur après la traversée du désert ». Sa thèse complémentaire est consacrée à la publication critique de la correspondance du Dr A. E. Vital avec I. Urbain..
En 1960, il fait paraître, avec Yves Lacoste et André Prenant, Algérie : passé et présent.
Après avoir été nommé maître de conférences à l'université de Tunis en 1961, il devient professeur d'histoire contemporaine à l'université de Nice lors de sa création, en 1964. Il y fonde en 1968 le Centre de la Méditerranée moderne et contemporaine (CMMC), puis, en 1971, la revue des Cahiers de la Méditerranée. Il fut nommé professeur émérite en 1991.

### Thématiques
Ses recherches ont d'abord porté sur l'histoire économique de l'Algérie. Il s'est ensuite intéressé à l'histoire de l'exploitation pétrolière au Proche-Orient. Il a également publié de nombreux ouvrages généraux sur l'histoire de la France contemporaine, en particulier avec Maurice Agulhon, et des manuels de méthodologie.

## Publications
- Nouschi André, Correspondance du Dr A. E. Vital avec I. Urbain, 1845-1874 (l'opinion et la vie publiques constantinoises sous le Second Empire et les débuts de la Troisième République), Alger, 432 p., 1958[6].
- Lacoste Yves, Nouschi André,  Prenant André, L’Algérie : passé et présent : le cadre et les étapes de la constitution de l’Algérie actuelle, Paris, Éditions sociales, 1960.
- Nouschi André, Enquête sur le niveau de vie des populations rurales constantinoises de la conquête à 1919 : essai d'histoire économique et sociale, PUF, 1969[8],[9].
- Nouschi André, La naissance du nationalisme algérien, Paris, Éditions de Minuit, 1962, (2e éd. 1976).
- Nouschi André, Initiation aux sciences historiques, Nathan, 1967 (plusieurs rééditions)[10].
- Nouschi André, Le commentaire de textes et de documents historiques, Paris, Nathan, col. « Fac », 1969, (2e éd. 1979)
- Nouschi André, Olivesi Antoine, La France de 1848 à 1914, Paris, Nathan, coll. « Fac », 271 p., 1970.
- Nouschi André, Luttes pétrolières au Proche Orient, Flammarion, Questions d'histoire, 142 p., 1971.
- Agulhon Maurice, Nouschi André, La France de 1914 à 1940, Nathan, coll. « Fac », 190 p., 1971.
- Agulhon Maurice, Nouschi André, La France de 1940 à nos jours, Nathan, coll. « Fac », 224 p., 1972
- Nouschi André, Le commentaire de textes et de documents historiques, Nathan, 1974.
- Nouschi André, La France et le monde arabe, mythes et réalités d'une ambition, Paris, Vuibert, 1994.
- Nouschi André, L'Algérie amère (1914-1994), Éditions de la MSH, 1995.
- Nouschi André, Pétrole et relations internationales depuis 1945, Paris, Armand Colin, 1999.
- Nouschi André, La Méditerranée au XXe siècle, Paris, Armand Colin, 1999, traduit en espagnol.
- Nouschi André, La France et le pétrole, Paris, Picard, 2001[11].
- Nouschi André, Les armes retournées. Colonisation et décolonisation françaises, Paris, Belin, 447 p., 2005[12].
- Agulhon Maurice, Nouschi André, Olivesi Antoine, Schor Ralph, La France de 1848 à nos jours, Paris, Armand Colin, 983 p., 2008.
- Nouschi André, Le sens de certains chiffres: croissance urbaine et vie politique en Algérie (1926-1936), Publications de la faculté des lettres et sciences humaines de Paris, 1964[13].